# Espace Botanique du Frasnois
El Espacio Botánico de Frasnois (en francés : Espace botanique du Frasnois) es un jardín botánico de 4 hectáreas de extensión, de propiedad privada, en las cercanías de Le Frasnois, Francia.

## Localización
Espace botanique du Frasnois village de La Fromagerie 39130, Le Frasnois, Jura, Franche-Comté, France-Francia.
Planos y vistas satelitales, 46°38′11″N 5°53′54″E / 46.63639, 5.89833
Está abierto todos los días en los meses cálidos del año, se cobra una tarifa de entrada.

## Historia
El jardín fue creado en 1979, gracias a la iniciativa de Christian Monneret diplomado en fitoterapia y plantas medicinales por la facultad de Farmacia de la universidad de Montpellier. 

## Colecciones
Sus colecciones consisten en tres partes diferenciadas: el jardín botánico propiamente dicho, una senda botánica y una muestra de interior con una exhibición de plantas de la región del Jura.
- La senda de unos 800 metros de longitud exhibe unas 250 especies todas ellas rotuladas con sus nombres en latín y francés. Comienza por un prado de fondo de valle húmedo, se continúa por un prado natural de montaña, para terminar por una monte bajo y de terreno seco donde afloran losas calcáreas. En esta corta distancia, encontramos pues prácticamente todos los tipos de suelos, incluidas descalcificados con sus plantas testigo, helechos, Calluna vulgaris, arándano… Las plantas más características de esta senda son las gencianas (Gentiana lutea, Gentiana cruciata, Gentiana ciliata, Gentiana verna, Gentianella germanica, Gentianella campestris), así como Astrantia major, "la parisette" Paris quadrifolia, Polygonatum odoratum, Buphthalmum salicifolium, y por supuesto las orquídeas silvestres Ophrys insectifera, Ophrys holoserica, y la poco frecuente Ophioglossum vulgatum. Los arbustos están también bien representados con una veintena de especies.
- El jardín de plantas medicinales es un jardín en terraza, y sigue un poco la senda botánica, presenta 130 plantas medicinales esencialmente regionales acompañadas de sus indicaciones terapéuticas y sus nombres en latín y francés. Los cuatro paneles dan indicaciones sobre el significado de pictogramas, sobre la composición química de las plantas y sobre la fitoterapia.
- La exposición: en un chalet situado al principio de senda botánica, la flora de la región de los lagos está presentada por plantas frescas en macetas, renovadas al compás de la floración. El máximo de presentación se sitúa a mediados de julio con alrededor 300 especies expuestas.